# シージ (マーベル・コミック)
「シージ」（"Siege"）は、2010年1月から同年5月にかけてマーベルコミックスで出版されたアメリカン・コミックスのストーリーラインである。「シージ」はアメリカ合衆国の安全保障の責任者となり、諜報機関H.A.M.M.E.R.と私設のアベンジャーズを指揮するノーマン・オズボーンが中心となる「ダークレイン」から繋がっており、アメリカ国内に出現したアスガルドをロキの入れ知恵によって攻撃するオズボーン軍とそれを阻止しようとするキャプテン・アメリカ率いるアベンジャーズの決戦が描かれる。「シージ」での出来事は「ヒロイック・エイジ」へと繋がることとなる。

## 出版史
「シージ」は全4号のメインのミニシリーズが中心となり、いくつかのワンショットと関連ミニシリーズが創刊され、既存のオンゴーイングシリーズともクロスオーバーした。
マーベルは「シージ」のストーリーラインは後に展開予定の「ヒロイック・エイジ」に繋がることを2010年初頭に発表した。

### 出版上の余波
「シージ」の結末はマーベルユニバースにおける新たな「ヒロイック・エイジ」の始まりとなると説明された。
タイインとして『マイティ・アベンジャーズ』が第36号、『ニューアベンジャーズ』が第64号、『ダークアベンジャーズ』が第16号、『アベンジャーズ: イニシアティブ』が第35号を以て終了し、またブライアン・ヒッチ作画によるワンショット『ニューアベンジャーズ・フィナーレ』が出版された。
2010年6月からは全5号のミニシリーズ『Avengers Prime: Siege Aftermath』が出版された。このシリーズではソー、アイアンマン、キャプテン・アメリカに焦点が当てられ、「シージ」と「ヒロイック・エイジ」の間が埋められる。
「aftermath」の冠は付けられてはいないが、2010年5月からはノーマン・オズボーンの凋落とその息子のハリー・オズボーンへの影響を描いたリミテッドシリーズ『Amazing Spider-Man Presents: American Son』が刊行された。

## プロット
ノーマン・オズボーンはオクラホマ州ブロックストンに出現した北欧神の故郷アスガルドの処遇について議論する目的でドクター・ドゥーム、フッド、タスクマスター、アスガルドの神のロキから成るスーパーヴィランの秘密組織カバルを招集する。ドゥームとオズボーンは仲違いを起こした末に騒乱となる。オズボーンはアスガルドがアメリカ合衆国の国家安全に脅威をもたらすと主張し、大統領に侵攻の許可を得ようとすが反対される。ロキからアドバイスを受けた オズボーンはU-フォーズをヴォルスタッグと戦わせるように仕向け、結果、イリノイ州シカゴのソルジャー・フィールドで多数の死者を出す惨事を引き起こさせた。これをアスガルド侵攻の正当な理由であるとしたオズボーンはダークアベンジャーズとフィフティ・ステイト・イニシアティブの派兵を決定する。
その間、オズボーンは非常に強力なパワーを持ちながら精神的に脆弱なスーパーヒーローのセントリーを完全にコントロール下に置くため、 ブルズアイに彼の妻のリンディを殺害させ、彼には自殺したと言い聞かせる。一方でロキはアスガルドの守護者ヘイムダルを無力化させ、侵攻の準備を始める。
包囲作戦はセントリーによるアスガルド攻撃により始まり、アイアンパトリオットのアーマーを身につけたオズボーン率いる空軍がそれに続いた。当時アスガルドを追放されていた雷神ソーは故郷の危機に駆けつけるが、苦戦を強いられる。アスガルド攻撃が大きなニュースになると元キャプテン・アメリカのスティーヴ・ロジャースはダークアベンジャーズを倒し、アスガルドを救い、そして盟友ソーを援助するためにニューヨーク市ブルックリン区でアベンジャーズを結成する。同じ頃、タイグラ、ジャスティス、ガントレットが率いるアベンジャーズ・レジスタンスはキャンプ・ハンマーの攻撃を開始し、オズボーンのイニシアチブ排除を目指す。
オズボーンは世論形成のため、保守的なトーク番組司会者のトッド・ケラーに包囲作戦の独占報道権を提供する。同じ頃、ニューヨークの新聞『フロント・ライン』紙の編集者でベテランジャーナリストのベン・ユーリックは旧友のカメラマンのウィル・スターンと共に渦中のオクラホマ州へと向かう。偶然出会ったヴォルスタッグと同行する彼らは独自の視点で事件の顛末を目撃する。
アスガルドでの戦闘中、ダークアベンジャーズの1人でオリンピアンズの戦士のアレスはボールダーとヘイムダールによってオズボーンの陰謀を知り、彼を殺害しようとするが、セントリーによって逆に殺されてしまう。ロジャースとアベンジャーズが到着したちょうどその時、オズボーン戒厳令を宣告する。ヴォルスタッグがオズボーンに対する疑念が強くなった保安官の協力によりウェブカメラで呼びかけると、市民は次第にオズボーンに対して幻滅していく。
包囲作戦は続き、スーパーヴィランのスカージはオーディンの槍でスーパーヒーローのU.S.エージェントの左手足を切断する。オズボーンと取引をしていたナイトスラッシャーは彼を裏切り、フッドたちと戦う。ワシントンでは大統領がオズボーンとダークアベンジャーズを国家反逆罪で逮捕するためにオクラホマに軍を派遣するように国務長官に命じる。その頃アスガルドでオズボーンはキャプテン・アメリカの盾で殴られ、そしてセントリーにアスガルドの破壊を命じる。ソーはセントリーに一撃を喰らわせるが彼は無傷であり、そしてボイドの姿へと変身してアスガルドを破壊し、地上へと墜落させる。瓦礫から出てきたオズボーンはロジャースによって逮捕され、トニー・スタークによってアーマーが無効化されるとその中からグリーン・ゴブリンと化した彼の顔が現れた。オズボーンはセントリーをコントロールできていたのは自分であると主張し、ボイドとなった彼は最早誰にも止められない死の天使であると説明する。
ボイドがアベンジャーズと交戦している時、ロキは崩壊したアスガルドを見て後悔し、ヒーローたちの勝利のためにノルンの石を使ってパワーアップさせるようオーディンに願う。ボイドはヒーローたちがパワーアップした原因がロキにあることを知ると彼を殺害する。ボイドはロキの死を目撃したソーの雷撃を喰らい、さらにアイアンマンが操るヘリキャリアの突撃を受けて人間体、ロバート・レイノルズの姿へと戻った。ロバートはヒーローたちに自分を殺すように頼んで断られると再びボイドに変身し、そしてソーの攻撃を受け、黒焦げた骨だけになる。ソーはロバートの亡骸を太陽で葬り、ニューアベンジャーズはダークアベンジャーズやオズボーンの部下たちを逮捕する。ロジャースは元パートナーのバッキー・バーンズにキャプテン・アメリカの盾を託す。
アベンジャーズとその仲間たちはスターク・タワーで勝利を祝い、超人登録法は廃止され、ソーとアスガルドの戦士たちは地球と平和条約を結び、スターク・タワーの頂上にアスガルドの門を築く。大統領はロジャースにオズボーンの地位を引き継ぐように依頼する。後にヒーローの多くがセントリーの追悼式に出席する。ロジャースはフィフティ・ステイト・イニシアティブ計画は続けていくと述べ、またバッキー（キャプテン・アメリカ）、スターク、ソーを主軸としたオリジナルのアベンジャーズの再結成する。またビクトリア・ハンドをニューアベンジャーズと共に働かせる。U.S.エージェントはスーパーヴィラン専用刑務所ラフトの所長に任命される。

## コレクテッド・エディション
| タイトル                                    | 収録内容 | ページ数 | 出版日         | ISBN                   |
| ------------------------------------------- | --- | -------- | -------------- | ---------------------- |
| Siege Prelude                               | Dark Avengers #1, Dark Reign: The Cabal, Thor #600, Dark Reign: The List - Avengers, New Avengers Annual #3, Dark Reign: The Goblin Legacy, and Marvel Spotlight #30 | 264      | 2010年1月      | ISBN 0-7851-4310-6     |
| Siege (ハードカバー)                        | Siege #1-4, Siege: The Cabal, and Siege Digital Prologue | 144      | 2010年8月      | ISBN 0-7851-4810-8     |
| Siege (ソフトカバー)                        | Siege: The Cabal, Siege #1-4, and Siege Prologue | 200      | 2010年11月17日 | ISBN 978-0-7851-4079-5 |
| Siege: X-Men - Dark Wolverine & New Mutants | Dark Wolverine #82-84, New Mutants #11, and Siege: Storming Asgard - Heroes & Villains                                                                               | 128      | 2010年8月      | ISBN 0-7851-4815-9     |
| Siege: Embedded                             | Siege: Embedded #1-4 | 112      | 2010年8月      | ISBN 0-7851-4764-0     |
| Siege: Battlefield                          | Siege: Spider-Man, Siege: Young Avengers, Siege: Loki, Siege: Captain America, and Siege: Secret Warriors                                                            | 120      | 2010年8月      | ISBN 0-7851-4598-2     |
| Siege: New Avengers                         | New Avengers #61-64, New Avengers Annual #3, The List - New Avengers, and New Avengers Finale                                                                        | 192      | 2010年9月      | ISBN 0-7851-4577-X     |
| Siege: Avengers - The Initiative            | Avengers: The Initiative #31-35 | 120      | 2010年9月      | ISBN 0-7851-4817-5     |
| Siege: Thunderbolts                         | Thunderbolts #138-143 | 144      | 2010年9月      | ISBN 0-7851-4373-4     |
| Siege: Thor                                 | Thor #607-610, New Mutants #11 and Siege: Loki | 144      | 2010年9月      | ISBN 0-7851-4813-2     |
| Siege: Mighty Avengers                      | Mighty Avengers #32-36 | 120      | 2010年10月     | ISBN 0-7851-4800-0     |
| Dark Avengers: Siege                        | Dark Avengers #13-16, and Dark Avengers Annual | 144      | 2010年10月     | ISBN 0-7851-4811-6     |

### 日本語版
日本語版はヴィレッジブックスより出版されている。
| タイトル                     | 収録内容                                                                              | 翻訳       | ページ数 | 出版日        | ISBN                |
| ---------------------------- | ------------------------------------------------------------------------------------- | ---------- | -------- | ------------- | ------------------- |
| シージ                       | Siege: The Cabal, Siege Prologue, Siege #1-4, "THE WAY THINGS ARE..."                 | 御代しおり | 208      | 2015年1月30日 | ISBN 978-4864911931 |
| ダークアベンジャーズ: シージ | Dark Avengers #13-16, and Dark Avengers Annual                                        | 御代しおり | 128      | 2015年2月28日 | ISBN 978-4864911979 |
| ニューアベンジャーズ: シージ | New Avengers #61-64, New Avengers Annual #3, The List - Avengers, New Avengers Finale | 御代しおり | 224      | 2015年3月28日 | ISBN 978-4864912020 |